# Caló den Perdiu
Die Caló den Perdiu ist eine Bucht im Osten der Baleareninsel Mallorca. Sie gehört zum Gebiet der Gemeinde Santanyí.

## Lage und Beschreibung
Die Caló den Perdiu (katalanisch: Rebhuhn, Wachtel) befindet sich etwa 5 km südöstlich vom Ort Santanyí entfernt. Sie gehört zum Parc natural de Mondragó und liegt im äußeren, erweiterten Teil der Bucht Cala Mondragó.
Die Bucht hat eine Breite von etwa 20 Metern und eine Länge von etwa 70 Metern.